# Formosia speciosa
Formosia speciosa là một loài ruồi trong họ Tachinidae.